# Fondements de la métaphysique des mœurs
Fondements de la métaphysique des mœurs (titre original : Grundlegung zur Metaphysik der Sitten), ou Fondation de la métaphysique des mœurs dans une traduction plus récente d'Alain Renaut, est une œuvre de philosophie morale d'Emmanuel Kant parue en 1785.

## Plan
- Préface
- Première section : Passage de la connaissance rationnelle commune de la moralité à la connaissance philosophique
- Deuxième section : Passage de la philosophie morale populaire à la métaphysique des mœurs
- Troisième section : Passage de la métaphysique des mœurs à la critique de la raison pure pratique.

## Contenu de l'œuvre

### Préface
L'ancienne philosophie grecque se divisait en trois sciences : la Physique, l'Éthique et la Logique. On distingue entre connaissances matérielles, liées à un objet : Physique pour les lois de la Nature; Éthique pour les lois de la liberté; et connaissances formelles, liées à l'entendement et au raisonnement : Logique, qui se trouve ainsi dégagée de toute composante empirique. Si on essaie de s'abstraire de l'empirique en ce qui concerne la Physique, on aboutit à une Métaphysique de la Nature; pour l'Éthique à une Métaphysique des Mœurs (l'Éthique empirique pouvant être désignée comme une anthropologie pratique).
Pour décrire ainsi une Philosophie morale pure, on se base évidemment sur l'idée commune du devoir et des lois morales. Le principe de l’obligation ne doit pas être ici cherché dans la nature de l'homme, ni dans les circonstances où il est placé en ce monde, mais a priori dans les seuls concepts de la raison pure. La volonté pure possible doit primer tout mobile ou objet de l'action.
Ces Fondements constituent la recherche du principe suprême de la moralité.

### Première section
Passage de la connaissance rationnelle commune de la moralité à la connaissance philosophique.
Kant énonce le principe que « Il n'est rien qui puisse sans restriction être tenu pour bon, si ce n'est seulement une Volonté bonne. » Ce qui relève du tempérament, des qualités, de la chance ou des nécessités de l'action, peut devenir extrêmement mauvais ou funeste s'il n'est gouverné par la volonté bonne. Seule la volonté humaine peut être absolument bonne. Même si la Volonté bonne n'atteint pas son but, elle reste bonne en elle-même.
Si la finalité de la nature est la conservation de l'être, son bien-être, son bonheur, l'instinct sera un meilleur exécutant que la raison pour y parvenir. La raison ne rend pas heureux, parfois nuit au bonheur. Elle n'a de valeur que parce qu'elle produit une volonté bonne.
Ainsi on introduit le concept de DEVOIR. Une action conforme au devoir peut l'être fortuitement, ou par inclination immédiate, par intention intéressée, par conformité, ou de façon naturelle. Un commerçant est honnête non par devoir mais parce que c'est son intérêt. Conserver sa vie est un devoir, mais n'a aucun prix moral puisque c'est l'instinct qui y pousse d'abord. Assurer son bonheur est un devoir, mais surtout une inclination. Le devoir est mis en œuvre dans l'Evangile selon Matthieu chapitre 22 versets 34-40 où il est ordonné d'aimer son prochain, même son ennemi : "Tu aimeras le Seigneur, ton Dieu, de tout ton cœur, de toute ton âme, et de toute ta pensée. C'est le premier et le plus grand commandement. Et voici le second, qui lui est semblable: Tu aimeras ton prochain comme toi-même. De ces deux commandements dépendent toute la loi et les prophètes". Ce n'est pas l'amour inclination mais un amour pratique et non pathologique qui réside dans la volonté. Ainsi est bonne une action qui est accomplie par devoir.
La valeur de l'action ne peut résider que dans le principe de la volonté.
Le devoir est la nécessité d’accomplir une action par respect pour la loi.
Et cette loi, on peut l'énoncer ainsi : « Agis de telle sorte que tu puisses aussi vouloir que la maxime de ton action devienne une loi universelle. »
Ainsi, si on pense se sortir d'une contrainte par une promesse qu'on ne saura pas tenir, ou par un mensonge, il est simple de constater que la maxime de cette action ne peut en aucun cas être universelle : des promesses toujours déçues n'auraient plus de valeur.
Avec cette maxime il n'est besoin de nulle science ou philosophie pour juger de ce qui est bon.

### Deuxième section
Passage de la philosophie morale populaire à la Métaphysique des mœurs.
Comment reconnaître en une action qu'elle ne soit mue que par le seul devoir? Mobiles secrets, excès de présomption, "cher moi", absolue nécessité, sont des moteurs puissants des actions humaines et font qu'on doute que quelque véritable vertu se rencontre réellement dans le monde parmi les êtres raisonnables. Même le saint de l’Évangile doit d’abord être comparé à notre idéal de la perfection morale avant d’être reconnu comme tel.
Là où tant de philosophes ont tenté de rattacher les aspects de la moralité à tous les aspects de la connaissance humaine (anthropologie, théologie, physique, hyperphysique ou science occulte), Kant la voit a priori, sans rien d'empirique, pure et sans mélange.
Toute chose dans la nature agit d’après des lois. Seul un être raisonnable a le pouvoir d’agir d’après la représentation des lois, c’est-à-dire d’après des principes; autrement dit il a une volonté. La volonté n'est rien d'autre que la raison pratique. Elle se soumet à des contraintes et des impératifs. Tous les impératifs ordonnent soit hypothétiquement (nécessité pratique d'une action possible, en vue d'une fin autre : possible, dans ce cas, il est un principe pratique problématique; ou effective, dans ce cas, il est un principe pratique assertorique), soit catégoriquement (objectivement nécessaire en soi : principe pratique apodictique). L'éducation a le but d'ouvrir à l'enfant tout avenir, c'est un impératif hypothétique problématique. Le bonheur est une fin pour chacun, c'est un impératif hypothétique assertorique. Enfin un impératif commande immédiatement une certaine conduite, et concerne la forme et le principe de l'action. Cet impératif est catégorique. Cet impératif peut être appelé l’impératif de la moralité.
On a ainsi classifié des impératifs techniques (se rapportant à l'art), pragmatiques (se rapportant au bien-être) et moraux (se rapportant à la libre-conduite en général et aux bonnes mœurs). La fin nécessite que les moyens adéquats soient mis en œuvre. Habileté, prudence, sont simples à mettre en œuvre. Mais quel impératif utiliser pour atteindre le bonheur? Il n’est pas un idéal de la raison mais de l’imagination!
L’impératif catégorique est lui unique et s’énonce comme suit : Agis uniquement d’après la maxime grâce à laquelle tu peux vouloir en même temps qu’elle devienne une loi universelle.
Appliquons cette maxime à quelques devoirs, envers nous-mêmes et envers les autres hommes. Concernant les situations où le suicide pourrait paraître souhaitable à un homme souffrant; où une fausse promesse nous sortirait d'affaire; où un talent que nous avons aiderait l'humanité mais nous causerait grande fatigue; où nous pourrions porter secours à une personne dans le besoin. Si nous violions ces devoirs, ce ne serait en aucun cas pour rendre ce manquement universel. Ce serait une liberté que nous prendrions pour nous, momentanément l'inclination primerait sur la raison. Nous reconnaissons de fait l'impératif catégorique dans ces exemples.
Ainsi le devoir est un concept qui a un sens, et contient une législation réelle pour nos actions, sous forme d'impératifs catégoriques. Reste à démontrer qu'un tel impératif existe réellement, et qu'il y a une loi pratique qui commande absolument par soi, tout être raisonnable, a priori.
La volonté vise une fin, utilisant des moyens. Le principe subjectif du désir est le mobile, le principe objectif du vouloir le motif. Or je dis : tout être raisonnable existe comme fin en soi. Il répond au principe de l'autonomie.
On introduit le concept du règne des fins, où l'être raisonnable, guidé par la liberté de la volonté, est de fait législateur, qu'il soit membre ou qu'il soit chef.
Dans le règne des fins tout a son prix ou sa dignité. Ce qui a un prix (prix marchand ou prix de sentiment) peut être remplacé par autre chose et équivalent ; en revanche, ce qui est au-dessus de tout prix a une dignité. La moralité seule donne la dignité à l'être, lui-même reconnaît la dignité de la loi, qu'on nomme respect. toute maxime a une forme, une matière, et une détermination complète.
La moralité est le rapport des actions à l'autonomie de la volonté.
- L’autonomie de la volonté comme principe suprême de la moralité

Le principe de l’autonomie est : toujours choisir de telle sorte que les maximes de notre choix soient en même temps conçues, dans ce même vouloir, comme des lois universelles.
- L’hétéronomie de la volonté comme source de tous les faux principes de la moralité

L’hétéronomie survient quand ce n’est pas la volonté qui se donne à elle-même la loi, mais l’objet de l'action qui la lui donne,
- Division de tous les principes de la moralité qui peuvent être tirés du concept fondamental de l’hétéronomie déjà admis

La raison humaine, hors de l'usage de la critique, a essayé d'expliquer la volonté, soit par des moyens empiriques (recherche du bonheur); soit par des moyens rationnels (existence d'une perfection, soit EN l'homme, soit extérieure : volonté divine). Kant n'accepte pas ces tentatives, qui mettraient sur le même plan vice et vertu, et enlèveraient le caractère sublime de la moralité.

### Troisième section
Passage de la Métaphysique des mœurs à la Critique de la raison pure pratique.
- Le concept de liberté est la clef pour l’explication de l’autonomie de la volonté

La volonté est causalité des êtres raisonnables, nommée liberté quand elle agit indépendamment de causes étrangères qui la déterminent, et nécessité naturelle quand elle en découle.
De cette définition négative de la liberté, s'ensuit qu'une volonté libre et une volonté soumise à des lois morales sont une seule et même chose.
- La liberté doit être supposée comme propriété de la volonté de tous les êtres raisonnables

La raison doit se considérer comme étant l’auteur de ses principes, indépendamment d’influences étrangères ; aussi doit-elle, en tant que raison pratique ou que volonté d’un être raisonnable, se considérer elle-même comme libre.
- De l’intérêt qui s’attache aux idées de la moralité

Être digne d'une propriété personnelle - bonheur, autonomie, liberté... - est un progrès. Mais c'est le respect de lois morales qui nous rend libre - paradoxe. La loi morale oblige.
Nous connaissons les objets dans la façon dont ils nous affectent, dans notre ressenti, nous dirons phénomènes; sans jamais rien percevoir des choses en soi. Nous vivons dans un monde sensible, variable selon chaque spectateur, issu d'un monde intelligible, invariable. L'homme lui-même ne se connaît pas en soi, il ne s'est pas créé, il connaît sa manifestation phénoménale, dans le monde sensible. Mais il ressent qu'il existe derrière cela un fondement, qui est le monde intelligible, auquel il accède par la raison.
En tant qu’être raisonnable et donc appartenant au monde intelligible, l’homme ne peut jamais penser la causalité de sa volonté autrement que sous l’idée de liberté.
- Comment un impératif catégorique est-il possible ?

L'être raisonnable devra ainsi considérer les lois du monde intelligible comme des impératifs, et les actions conformes à ce principe comme des devoirs. Des impératifs catégoriques sont possibles parce que l’idée de la liberté nous fait membre d’un monde intelligible.
- De la limite extrême de toute philosophie pratique

Supposé que la volonté d’une intelligence est libre, il en résulte nécessairement son autonomie, qui seule la détermine. Il n’est pas seulement possible de supposer la liberté de la volonté, il est nécessaire de l’admettre pratiquement, dans toutes les actions volontaires. Comment une raison pure peut être pratique, ça, nous ne pouvons le démontrer.
- Remarque finale

Nous ne comprenons pas sans doute la nécessité pratique inconditionnée de l’impératif moral, mais nous comprenons du moins son incompréhensibilité, et c’est tout ce qu’on peut exiger raisonnablement d’une philosophie qui s’efforce d’atteindre dans les principes aux limites de la raison humaine.

## Éditions de l'ouvrage
- Fondements de la métaphysique des mœurs, Paris, Le Livre de Poche, 1993, trad. Victor Delbos à partir de l'édition de 1792. Lire en ligne.
- Métaphysique des mœurs I. Fondation. Introduction, Paris, GF Flammarion, 1994, trad. Alain Renaut.
- Fondements de la métaphysique de la morale et de ce qu'est l'illumination, Prentice Hall, Upper Saddle River, 1997, trad. Lewis White Beck.  (2e éd., révisé, traduit avec une introduction de L. W. Beck)[3]
- Fondements de la Métaphysique des Mœurs, 1er décembre 2015, Isabelle Pariente-Butterlin, collection Ellipses.